# I liga polska w piłce nożnej (2005/2006)
Rozgrywki polskiej I ligi w piłce nożnej w sezonie 2005/2006 rozpoczęły się 24 lipca 2005 roku i trwały do 13 maja 2006. W lidze występowało 16 zespołów, które rozegrały 30 kolejek ligowych po 8 spotkań (łącznie 240 meczów). Zespoły walczyły o tytuł Mistrza Polski w piłce nożnej premiowane dodatkowo miejscem w 2. rundzie eliminacji Ligi Mistrzów UEFA, które zdobyła warszawska Legia oraz o miejsca w eliminacjach Pucharu UEFA (Wisła Kraków i Wisła Płock od drugiej rundy rozgrywek i Zagłębie Lubin od rundy pierwszej). Amica Wronki wywalczyła zaś prawo do startu w 2. rundzie Pucharu Intertoto. Początkowo rozgrywki nosiły nazwę Idea Ekstraklasa – od 7. kolejki (od 16 września) liga nosiła nazwę Orange Ekstraklasa w związku z rebrandingiem głównego sponsora. 18 listopada 2005 roku Ekstraklasa SA przejęła od Polskiego Związku Piłki Nożnej prowadzenie rozgrywek Orange Ekstraklasy.
Absolutnym beniaminkiem ligi była Korona Kielce.
Ze względu na rozgrywane od 9 czerwca 2006 w Niemczech XVIII Mistrzostwa Świata w piłce nożnej, w tym sezonie zaistniała konieczność wcześniejszego niż normalnie zakończenia rozgrywek ligowych. W związku z tym w 2005 roku rozegrano 17 kolejek spotkań – 15 rundy jesiennej i 2 rundy wiosennej.
Po zakończeniu rozgrywek szeregi ekstraklasy opuściły Polonia Warszawa i WKP Lech Poznań (klub nie uzyskał licencji na grę w Orange Ekstraklasie w sezonie 2006/2007 i co za tym idzie zgodnie z przepisami PZPN został sklasyfikowany na ostatnim miejscu tabeli rozgrywek ligowych w bieżącym sezonie i relegowany z I ligi), natomiast Arka Gdynia 15 i 18 czerwca 2006 wygrała dwumecz barażowy o prawo do gry w I lidze w przyszłym sezonie z zespołem z 3. pozycji II ligi sezonu 2005/2006 – Jagiellonią Białystok.

## Uczestnicy
Od sezonu 2005/2006 liczbę uczestników rozgrywek I ligi zwiększono z 14 do 16.
| Uczestnicy poprzedniej edycji                                                                                 | Uczestnicy poprzedniej edycji    | Uczestnicy poprzedniej edycji | Uczestnicy poprzedniej edycji |
| --- | -------------------------------- | ----------------------------- | ----------------------------- |
| WKR | Wisła Kraków                     | 1                             |                               |
| DSK | Dyskobolia Grodzisk Wielkopolski | 2                             |                               |
| LEG | Legia Warszawa                   | 3                             |                               |
| WPŁ | Wisła Płock                      | 4                             |                               |
| CRA | Cracovia                         | 5                             |                               |
| AMI | Amica Wronki                     | 6                             |                               |
| GKŁ | Górnik Łęczna                    | 7                             |                               |
| LPO | Lech Poznań                      | 8                             |                               |
| POG | Pogoń Szczecin                   | 9                             |                               |
| PWA | Polonia Warszawa                 | 10                            |                               |
| GZA | Górnik Zabrze                    | 11                            |                               |
| ZLU | Zagłębie Lubin                   | 12                            |                               |
| Zwycięzca baraży o I ligę                                                                                     |                                  |                               |                               |
| ODR | Odra Wodzisław Śląski            | 13                            |                               |
| Awans z II ligi 2004/2005                                                                                     |                                  |                               |                               |
| KOR | Korona Kielce                    | 1                             |                               |
| BEŁ | GKS Bełchatów                    | 2                             |                               |
| ARK | Arka Gdynia                      | 3                             |                               |
| Oznaczenia: - kolumna pierwsza – skróty nazw drużyn, - kolumna trzecia – miejsce zajęte w poprzednim sezonie. |                                  |                               |                               |

## Sędziowie
Sędziowie I ligi w sezonie 2005/2006:
| - Zdzisław Bakaluk (Warmińsko-Mazurski ZPN) - Marcin Borski (Mazowiecki ZPN) - Leszek Gawron (Podkarpacki ZPN) - Paweł Gil (Lubelski ZPN) - Grzegorz Gilewski (Mazowiecki ZPN) - Jacek Granat (Mazowiecki ZPN) - Adam Kajzer (Podkarpacki ZPN) | - Robert Małek (Śląski ZPN) - Marek Mikołajewski (Mazowiecki ZPN) - Tomasz Mikulski (Lubelski ZPN) - Tomasz Pacuda (Śląski ZPN) - Mariusz Podgórski (Dolnośląski ZPN) - Marek Ryżek (Wielkopolski ZPN) - Piotr Siedlecki (ur. 1972) (Zachodniopomorski ZPN) | - Hubert Siejewicz (Podlaski ZPN) - Krzysztof Słupik (Małopolski ZPN) - Artur Szydłowski (Małopolski ZPN) - Robert Werder (Mazowiecki ZPN) - Jarosław Żyro (Kujawsko-Pomorski ZPN) |

## Tabela
| Lp. | Drużyna                          | M  | Z  | R  | P  | Bramki | Bramki | Różn. | Pkt | Uwagi                                                                          | Bezpośrednio                          |
| --- | -------------------------------- | -- | -- | -- | -- | ------ | ------ | ----- | --- | ------------------------------------------------------------------------------ | ------------------------------------- |
| 1   | Legia Warszawa (M)               | 30 | 20 | 6  | 4  | 47     | 17     | +30   | 66  | Liga Mistrzów UEFA • II runda kwalifikacyjna                                   |                                       |
| 2   | Wisła Kraków                     | 30 | 19 | 7  | 4  | 50     | 20     | +30   | 64  | Puchar UEFA • II runda kwalifikacyjna                                          |                                       |
| 3   | Zagłębie Lubin                   | 30 | 14 | 7  | 9  | 45     | 32     | +13   | 49  | Puchar UEFA • I runda kwalifikacyjna                                           | ZLU 3pkt 1 0 1 3-3 AMI 3pkt 1 0 1 3-3 |
| 4   | Amica Wronki1                    | 30 | 14 | 7  | 9  | 50     | 28     | +22   | 49  | Drużyna rozwiązana                                                             | ZLU 3pkt 1 0 1 3-3 AMI 3pkt 1 0 1 3-3 |
| 5   | Korona Kielce                    | 30 | 12 | 11 | 7  | 46     | 33     | +13   | 47  |                                                                                |                                       |
| 6   | Odra Wodzisław Śląski            | 30 | 10 | 10 | 10 | 23     | 27     | −4    | 40  |                                                                                |                                       |
| 7   | Dyskobolia Grodzisk Wielkopolski | 30 | 10 | 7  | 13 | 37     | 45     | −8    | 37  | DSK 13pkt 4 1 1 16-9 CRA 9pkt 3 0 3 7-11 BEŁ 8pkt 2 2 2 8-7 POG 4pkt 1 1 4 5-9 |                                       |
| 8   | Cracovia                         | 30 | 10 | 7  | 13 | 32     | 44     | −12   | 37  | DSK 13pkt 4 1 1 16-9 CRA 9pkt 3 0 3 7-11 BEŁ 8pkt 2 2 2 8-7 POG 4pkt 1 1 4 5-9 |                                       |
| 9   | GKS Bełchatów                    | 30 | 9  | 10 | 11 | 30     | 32     | −2    | 37  | DSK 13pkt 4 1 1 16-9 CRA 9pkt 3 0 3 7-11 BEŁ 8pkt 2 2 2 8-7 POG 4pkt 1 1 4 5-9 |                                       |
| 10  | Pogoń Szczecin                   | 30 | 9  | 10 | 11 | 29     | 34     | −5    | 37  | DSK 13pkt 4 1 1 16-9 CRA 9pkt 3 0 3 7-11 BEŁ 8pkt 2 2 2 8-7 POG 4pkt 1 1 4 5-9 |                                       |
| 11  | Wisła Płock2 (P)                 | 30 | 10 | 4  | 16 | 30     | 45     | −15   | 34  | Puchar UEFA • II runda kwalifikacyjna                                          |                                       |
| 12  | Górnik Łęczna                    | 30 | 7  | 12 | 11 | 23     | 31     | −8    | 33  |                                                                                |                                       |
| 13  | Górnik Zabrze                    | 30 | 8  | 5  | 17 | 29     | 46     | −17   | 29  |                                                                                |                                       |
| 14  | Arka Gdynia                      | 30 | 4  | 15 | 11 | 21     | 33     | −12   | 27  | Baraże o I ligę                                                                |                                       |
| 15  | Polonia Warszawa3 (S)            | 30 | 6  | 7  | 17 | 20     | 45     | −25   | 25  | Spadek do II ligi                                                              |                                       |
| 16  | Lech Poznań4                     | 30 | 11 | 9  | 10 | 45     | 45     | 0     | 42  | Puchar Intertoto • II runda                                                    |                                       |

## Wyniki
| Gospodarz \ Gość                 | AMI | ARK | CRA | DSK | BEŁ | GKŁ | GZA | KOR | LPO | LEG | ODR | POG | PWA | WKR | WPŁ | ZLU |
| Amica Wronki                     |     | 1:1 | 1:1 | 2:0 | 2:1 | 6:0 | 3:1 | 0:3 | 1:4 | 0:2 | 4:0 | 4:1 | 3:0 | 0:1 | 2:0 | 3:1 |
| Arka Gdynia                      | 1:1 |     | 1:1 | 0:0 | 2:0 | 1:1 | 3:0 | 0:2 | 0:2 | 0:0 | 1:1 | 0:0 | 0:1 | 1:0 | 1:1 | 0:1 |
| Cracovia                         | 1:0 | 2:1 |     | 1:3 | 2:1 | 0:1 | 1:2 | 2:3 | 3:2 | 1:1 | 1:0 | 1:0 | 3:0 | 1:1 | 3:1 | 0:0 |
| Dyskobolia Grodzisk Wielkopolski | 2:2 | 2:1 | 4:1 |     | 3:1 | 1:1 | 0:1 | 0:3 | 3:1 | 0:4 | 0:0 | 1:3 | 1:2 | 2:4 | 3:0 | 1:0 |
| GKS Bełchatów                    | 1:2 | 1:1 | 2:0 | 2:2 |     | 1:1 | 0:0 | 1:2 | 1:1 | 0:3 | 0:3 | 2:0 | 2:0 | 0:0 | 3:0 | 3:0 |
| Górnik Łęczna                    | 1:0 | 1:1 | 1:1 | 0:0 | 0:2 |     | 1:0 | 3:0 | 0:0 | 0:0 | 0:0 | 0:1 | 0:1 | 1:1 | 2:1 | 1:3 |
| Górnik Zabrze                    | 0:2 | 2:0 | 3:0 | 0:0 | 0:1 | 2:0 |     | 0:3 | 0:3 | 0:1 | 1:1 | 2:1 | 2:1 | 0:1 | 4:0 | 2:2 |
| Korona Kielce                    | 2:1 | 1:0 | 0:0 | 3:0 | 0:0 | 1:1 | 4:1 |     | 1:1 | 2:2 | 0:1 | 0:1 | 3:2 | 1:0 | 2:3 | 1:1 |
| Lech Poznań                      | 1:1 | 1:1 | 1:0 | 4:1 | 1:1 | 1:0 | 3:2 | 0:0 |     | 1:0 | 1:2 | 1:1 | 1:2 | 2:1 | 3:2 | 0:1 |
| Legia Warszawa                   | 1:0 | 2:0 | 5:0 | 0:2 | 1:0 | 0:2 | 3:2 | 1:0 | 3:1 |     | 2:1 | 2:0 | 1:0 | 1:2 | 3:0 | 1:0 |
| Odra Wodzisław Śląski            | 0:4 | 1:2 | 1:0 | 1:0 | 0:2 | 0:0 | 1:0 | 1:1 | 2:1 | 1:2 |     | 1:0 | 0:0 | 1:1 | 1:0 | 0:0 |
| Pogoń Szczecin                   | 0:3 | 0:0 | 1:2 | 1:3 | 0:0 | 2:1 | 1:1 | 4:2 | 0:0 | 2:2 | 1:0 |     | 2:0 | 1:2 | 2:0 | 1:0 |
| Polonia Warszawa                 | 0:0 | 0:0 | 1:3 | 1:2 | 0:0 | 0:3 | 4:1 | 1:1 | 2:1 | 0:2 | 0:3 | 1:1 |     | 0:1 | 0:1 | 1:1 |
| Wisła Kraków                     | 0:0 | 3:1 | 3:0 | 2:1 | 3:0 | 1:0 | 2:0 | 2:2 | 5:1 | 0:0 | 1:0 | 2:1 | 2:0 |     | 4:0 | 2:0 |
| Wisła Płock                      | 0:1 | 1:1 | 1:0 | 2:0 | 0:1 | 2:1 | 1:0 | 1:0 | 5:1 | 0:1 | 0:0 | 0:0 | 4:0 | 1:2 |     | 3:2 |
| Zagłębie Lubin                   | 2:0 | 4:0 | 3:1 | 2:0 | 2:1 | 2:0 | 3:0 | 3:3 | 4:5 | 0:1 | 2:0 | 1:1 | 1:0 | 2:1 | 2:0 |     |

Źródło: www.90minut.pl
Objaśnienia:
1Drużyna gospodarzy jest wymieniona po lewej stronie tabeli.
Kolory: zielony – zwycięstwo gospodarzy, żółty – remis, różowy – zwycięstwo gości.

### Baraże o I ligę
W wyniku rozegranych dodatkowych meczów barażowych:
- 15 czerwca 2006, Białystok: Jagiellonia Białystok 0:2 (0:1) Arka Gdynia
- 18 czerwca 2006, Gdynia: Arka Gdynia 2:1 (2:0) Jagiellonia Białystok

Arka Gdynia wywalczyła prawo do gry w I lidze w następnym sezonie.

## Statystyki

### Najlepsi strzelcy
Łącznie 557 bramek w tym 33 z rzutów karnych, 10 samobójczych (w 240 meczach), średnio 2,32 bramki na mecz.
| Gole | Strzelcy             | Drużyna          |
| ---- | -------------------- | ---------------- |
| 21   | Grzegorz Piechna     | Korona Kielce    |
| 16   | Michał Chałbiński    | Zagłębie Lubin   |
| 13   | Paweł Brożek         | Wisła Kraków     |
| 12   | Krzysztof Gajtkowski | Lech 8/ Korona 4 |
| 12   | Radosław Matusiak    | GKS Bełchatów    |
| 11   | Piotr Reiss          | Lech Poznań      |
| 10   | Edi Andradina        | Pogoń Szczecin   |
| 10   | Maciej Iwański       | Zagłębie Lubin   |
| 10   | Piotr Włodarczyk     | Legia Warszawa   |

Źródło:

### Najlepsi asystenci
|    | Zawodnik             | Drużyna                    |
| -- | -------------------- | -------------------------- |
| 16 | Piotr Reiss          | Lech Poznań                |
| 10 | Zbigniew Grzybowski  | Amica Wronki               |
| 9  | Łukasz Garguła       | GKS BOT Bełchatów          |
| 8  | Ireneusz Jeleń       | Wisła Płock                |
| 8  | Piotr Rocki          | Groclin/Dyskobolia         |
| 7  | Marcin Burkhardt     | Amica 0/ Legia 7           |
| 7  | Michał Chałbiński    | Zagłębie Lubin             |
| 7  | Jacek Dembiński      | Amica Wronki               |
| 7  | Edi Andradina        | Pogoń Szczecin             |
| 7  | Krzysztof Gajtkowski | Lech 4/ Kolporter Korona 3 |
| 7  | Marcin Kaczmarek II  | Kolporter Korona Kielce    |
| 7  | Wojciech Łobodziński | Zagłębie Lubin             |
| 7  | Rafał Murawski       | Amica Wronki               |
| 7  | Jan Woś              | Odra Wodzisław Śląski      |

### Najszybciej zdobyte bramki
1. minuta – Mariusz Ujek (GKS Bełchatów) – (w meczu GKS Bełchatów 3:0 Wisła Płock, 29 października 2005, 12. kolejka);
1. minuta – Marcin Chmiest (Odra Wodzisław) – (w meczu Odra Wodzisław 1:2 Legia Warszawa, 25 marca 2006, 21. kolejka);
1. minuta – Jacek Dembiński (Amica Wronki) – (w meczu Amica Wronki 6:0 Górnik Łęczna, 10 maja 2006, 29. kolejka);
2. minuta – Przemysław Kaźmierczak (Pogoń Szczecin) – (w meczu Pogoń Szczecin 2:1 Górnik Łęczna, 8 kwietnia 2006, 23. kolejka);
2. minuta – Moussa Boureïma Ouattara (Legia Warszawa) – (w meczu Legia Warszawa 3:1 Lech Poznań, 12 kwietnia 2006, 24. kolejka).

### Najwięcej Żółtych Kartek
Łącznie 1021 żółtych kartek (w 240 meczach), średnio 4,25 kartki na mecz.
| 10 – | Arkadiusz Baran (Cracovia), Krzysztof Majda (Arka Gdynia), Maciej Scherfchen (Lech Poznań), Marcin Wasilewski (Amica Wronki), |
| 9 –  | Błażej Radler (Górnik Zabrze), Piotr Rocki (Dyskobolia Grodzisk Wielkopolski), Zbigniew Zakrzewski (Lech Poznań), |
| 8 –  | Žarko Belada (Wisła Płock), Piotr Świerczewski (Lech Poznań), Grzegorz Wędzyński (Górnik Łęczna), Nebojša Živković (Wisła Płock), |
| 7 –  | Mateusz Bartczak (Amica Wronki), Piotr Dziewicki (Amica Wronki), Marcin Drzymont (Korona Kielce), Marcin Dymkowski (Odra Wodzisław), Krzysztof Gajtkowski (Korona Kielce), Piotr Giza (Cracovia), Grzegorz Fonfara (GKS Bełchatów), Pancze Ḱumbew (Dyskobolia Grodzisk Wielkopolski), Marcin Malinowski (Odra Wodzisław), Mariusz Mowlik (Lech Poznań), Grzegorz Niciński (Arka Gdynia), Moussa Ouattara (Legia Warszawa), Mariusz Pawlak (Dyskobolia Grodzisk Wielkopolski), Marcin Siedlarz (Widzew Łódź), Marek Sokołowski (Dyskobolia Grodzisk Wielkopolski), Sławomir Szary (Odra Wodzisław), Marek Szyndrowski (Korona Kielce), Luiz Eduardo Tavares (Pogoń Szczecin), David Topolski (Lech Poznań), |

### Czerwone kartki
Łącznie 57 czerwonych kartek (w 240 meczach), średnio 1 kartka na 4,21 mecze.
| 2 – | Andrzej Bledzewski (Górnik Łęczna), Arkadiusz Baran (Cracovia) |
| 1 – | Vidas Alunderis (Zagłębie Lubin), Santos Silva Anderson (Lech Poznań), Marek Baster (Cracovia), Marcin Burkhardt (Legia Warszawa), Gilcimar Chaves (Zagłębie Lubin), Janusz Dziedzic (GKS Bełchatów), Krzysztof Gajtkowski (Lech Poznań), Wahan Geworgian (Wisła Płock), Sebastian Gorząd (Arka Gdynia), Benjamin Imeh (Arka Gdynia), Goran Janković (GKS Bełchatów), Robert Kolendowicz (Korona Kielce), Łukasz Kowalski (Arka Gdynia), Rafał Lasocki (Dyskobolia Grodzisk), Łukasz Masłowski (Odra Wodzisław), Claudio Milar (Pogoń Szczecin), Mariusz Muszalik (Odra Wodzisław), Sławomir Nazaruk (Górnik Łęczna), Mariusz Pawelec (Górnik Łęczna), Boris Peškovič (Pogoń Szczecin), Sławomir Peszko (Wisła Płock), Piotr Piechniak (Dyskobolia Grodzisk), Krzysztof Pilarz (GKS Bełchatów), Hernâni José da Rosa (Korona Kielce), Maciej Scherfchen (Lech Poznań), Ronald Šiklić (Górnik Łęczna), Dušan Sninský (Dyskobolia Grodzisk), Krzysztof Sobieraj (Arka Gdynia), Radosław Sobolewski (Wisła Kraków), Piotr Świerczewski (Lech Poznań), Tomasz Wacek (Cracovia), Marcin Wasilewski (Amica Wronki), Dariusz Romuzga (Wisła Płock), Dariusz Jackiewicz (Zagłębie Lubin), Łukasz Piszczek (Zagłębie Lubin), Dariusz Ulanowski (Arka Gdynia), Andrij Hryszczenko (Arka Gdynia), Jaromír Šimr (Amica Wronki), Marcin Krysiński (Odra Wodzisław), Tomasz Szewczuk (Lech Poznań), Pancze Ḱumbew (Dyskobolia Grodzisk Wielkopolski), Maciej Korzym (Odra Wodzisław), Wałerij Sokołenko (Górnik Łęczna), Mate Lacić (Dyskobolia Grodzisk), Lucini Ze Roberto (Pogoń Szczecin), Murilo Barbosa Lilo (Pogoń Szczecin), Mateusz Rzucidło (Cracovia), Moussa Ouattara (Legia Warszawa), Daniel Lopez Cruz (Pogoń Szczecin), Dawid Bartos (Górnik Zabrze), Sławomir Szary (Odra Wodzisław), Piotr Szymiczek (Odra Wodzisław), Bartosz Ława (Arka Gdynia), |

Najszybciej „zdobyta” czerwona kartka:
5 minuta – Mate Lacić (Dyskobolia Grodzisk) – (w meczu Zagłębie Lubin 2:0 Dyskobolia Grodzisk Wielkopolski, 10 maja2006, 29. kolejka)
12 minuta – Vidas Alunderis (Zagłębie Lubin) – (w meczu Polonia Warszawa 1:1 Zagłębie Lubin, 6 sierpnia 2005, 3. kolejka);
12 minuta – Andrzej Bledzewski (Górnik Łęczna) – (w meczu Wisła Płock 2:1 Górnik Łęczna, 22 października 2005, 11. kolejka).

### Mecze, w których sędzia pokazał najwięcej kartek
| 11 kartek – | Dyskobolia Grodzisk | 1:3 | Pogoń Szczecin | (15 października 2005, 10. kolejka spotkań); |
| 11 kartek – | 3 +                 |     | 6 +            |                                              |

| 11 kartek – | Korona Kielce | 2:3 | Wisła Płock | (10 września 2005, 6. kolejka spotkań); |
| 11 kartek – | 4             |     | 6 +         |                                         |

| 10 kartek – | Zagłębie Lubin | 2:1 | Wisła Kraków | (16 października 2005, 10. kolejka spotkań); |
| 10 kartek – | 3              |     | 7            |                                              |

Z 240 meczów żadnej kartki (żółtej lub czerwonej) sędzia nie pokazał w 8 spotkaniach.

### Inne
- Rozegranych meczów 240, w tym:

67 remisy (w tym 28 bezbramkowych);
112 zwycięstw gospodarzy;
61 zwycięstw gości.
- Najczęstszy wynik: 1:1 (w 31 meczach)
- Rzuty karne: 47 (37 wykorzystanych, 10 nie)
- Najwięcej bramek w meczu:

9 – Zagłębie Lubin 4:5 Lech Poznań (20 sierpnia 2005, 4 kolejka spotkań)
- Zwycięstwo największą różnicą bramek:

6 bramkami – Amica Wronki 6:0 Górnik Łęczna (10 maja 2006, 29 kolejka);
- 11 kwietnia 2006 w meczu GKS Bełchatów – Pogoń Szczecin (2:0), na boisko w Bełchatowie po raz pierwszy w historii piłki nożnej w Polsce wybiegła drużyna, w której składzie nie było ani jednego Polaka – szczecińską jedenastkę stanowili słowacki bramkarz Boris Peškovič i dziesięciu Brazylijczyków.

## Klasyfikacja medalowa mistrzostw Polski po sezonie
Tabela obejmuje wyłącznie kluby mistrzowskie.
|     | Klub             |    |    |    |
| --- | ---------------- | -- | -- | -- |
| 1.  | Ruch Chorzów     | 14 | 5  | 7  |
| 2.  | Górnik Zabrze    | 14 | 4  | 7  |
| 3.  | Wisła Kraków     | 10 | 12 | 9  |
| 4.  | Legia Warszawa   | 8  | 9  | 10 |
| 5.  | Cracovia         | 5  | 2  | 2  |
| 6.  | Lech Poznań      | 5  | 0  | 3  |
| 7.  | Widzew Łódź      | 4  | 7  | 3  |
| 8.  | Pogoń Lwów       | 4  | 3  | 0  |
| 9.  | Warta Poznań     | 2  | 5  | 7  |
| 10. | Polonia Bytom    | 2  | 4  | 2  |
| 11. | Polonia Warszawa | 2  | 3  | 2  |
| 12. | ŁKS Łódź         | 2  | 1  | 3  |
| 12. | Stal Mielec      | 2  | 1  | 3  |
| 14. | Śląsk Wrocław    | 1  | 2  | 1  |
| 15. | Szombierki Bytom | 1  | 1  | 1  |
| 15. | Zagłębie Lubin   | 1  | 1  | 1  |
| 17. | Garbarnia Kraków | 1  | 1  | 0  |